# Karolina Wojnarowska
Karolina Wojnarowska, z domu Rylska (ur. 14 listopada 1814 w Połomi, zm. 12 maja 1858 w Kościelisku lub Kościelcu) – polska pisarka.

## Życiorys
Karolina Wojnarowska przyszła na świat 14 listopada 1814 r. w Połomi w rodzinie Antoniego Rylskiego i Antoniny z Myszkowskich. Jako żona Franciszka Wojnarowskiego zamieszkała w Krakowie, gdzie brała żywy udział w życiu kulturalnym. Wojnarowscy mieli córkę Julię. 
Prawdopodobnie pierwsze literackie kroki stawiała w Przyjacielu Ludu, później zaś jej teksty pojawiały się w Dzienniku Literackim i Nowinach Lwowskich. Zainteresowania pisarki skupiały się wokół kwestii wychowania i wykształcenia kobiet. Książki Wojnarowskiej miały charakter dydaktyczno-wychowawczy i patriotyczno-religijny, a podpisywane były pseudonimami - Karol Nowowiejski, ks. L. Nowara, Młoda Polka. 
Zmarła 12 maja 1858 r. w Kościelcu pod Krakowem.

## Wydane utwory
- Ostatnie rady ojca dla syna[3], Wrocław 1842
- Słowa prawdy do użytku wszystkich stanów, Lipsk 1842
- Do matek polskich słów kilka o przyszłości wzrastających pokoleń[4], Lipsk 1843
- Pierścionki Babuni, czyli bieg życia kobiety w pięciu oddziałach przez autorkę „Słów kilku do matek polskich”[5][6][7][8], Lipsk 1845 t. I-IV
- Bluszcze. Poezye[9], Lipsk 1846
- O potrzebach naszego czasu. Uwagi dla kobiet[10], Lipsk 1868

### Pośmiertnie
- Bajka o srebrnej pestce i tajemnicy wszystkich czasów, Warszawa 1928